# Supersport-VM 2013
Supersport-VM 2013 arrangerades av Internationella motorcykelförbundet. Världsmästerskapet avgjordes över 13 omgångar, vilket blev 12 på grund av det avbrutna heatet i Moskva. Säsongen inleddes den 24 februari i Australien och avslutades den 20 oktober i Spanien. Supersport kördes vid samma tävlingshelger som Superbike-VM 2013 utom i USA 29/9. Britten Sam Lowes på Kawasaki blev världsmästare.

## Tävlingskalender och heatsegrare
| Datum | Bana           | Vinnare                         | Märke    |  |  |
| ----- | -------------- | ------------------------------- | -------- |  |  |
| 24/2  | Phillip Island | Kenan Sofuoğlu                  | Kawasaki |  |  |
| 14/4  | Aragón         | Fabien Foret                    | Kawasaki |  |  |
| 28/4  | Assen          | Sam Lowes                       | Yamaha   |  |  |
| 12/5  | Monza          | Sam Lowes                       | Yamaha   |  |  |
| 26/5  | Donington      | Sam Lowes                       | Yamaha   |  |  |
| 9/6   | Portimão       | Sam Lowes                       | Yamaha   |  |  |
| 30/6  | Imola          | Kenan Sofuoğlu                  | Kawasaki |  |  |
| 21/7  | Moskva         | Avbrutet på grund av dödsolycka |          |  |  |
| 4/8   | Silverstone    | Kenan Sofuoğlu                  | Kawasaki |  |  |
| 1/9   | Nürburgring    | Sam Lowes                       | Yamaha   |  |  |
| 15/9  | Istanbul Park  | Kenan Sofuoğlu                  | Kawasaki |  |  |
| 6/10  | Magny-Cours    | Kenan Sofuoğlu                  | Kawasaki |  |  |
| 20/10 | Jerez          | Sam Lowes                       | Yamaha   |  |  |
| 17/11 | Buddh          | Struken av säkerhetsskäl.       |          |  |  |

## Mästerskapsställning
Slutställning efter 12 deltävlingar: 
1. Sam Lowes, 250 p. Klar världsmästare efter 11 deltävlingar.
2. Kenan Sofuoğlu, 201 p.
3. Fabien Foret, 140 p.
4. Michael van der Mark, 130 p.
5. Lorenzo Zanetti, 119 p.
6. Roberto Rolfo, 78 p.
7. Jack Kennedy, 76 p.
8. Luca Scassa, 75 p.
9. Kev Coghlan, 71 p.
10. Vladimir Leonov, 63 p.

30 förare tog poäng.